# Jüdischer Friedhof (Herstelle)
Der Jüdische Friedhof liegt am Teichberg südlich der Ortschaft Herstelle im Kreis Höxter in Nordrhein-Westfalen. Der Friedhof umfasst eine Fläche von 600 m². Am 15. Oktober 1997 wurde er in die Denkmalliste der Stadt Beverungen eingetragen.

## Geschichte
Der erste urkundliche Nachweis jüdischen Lebens in Herstelle war 1652 der Jude Moyses. Die mit 40 Personen höchste Zahl jüdischer Gemeindemitglieder ist für das Jahr 1843 belegt. Eine eigene Synagogengemeinde wurde 1853/54 in Herstelle eingerichtet. Seit dem 18. Jahrhundert bestand ein Betsaal in einem Privathaus, 1860 erwarb die Gemeinde ein Haus und nutzte es als Synagoge. Durch Abwanderung sank die Zahl der Gemeindemitglieder stetig, die Synagoge wurde vor 1900 aufgegeben. Zu Beginn des 20. Jahrhunderts gehörten die Hersteller Juden zur Synagogengemeinde Beverungen.  Am 1. September 1939 lebten in Herstelle noch sechs Juden. Das Ehepaar Frankenberg wurde 1942 nach Riga deportiert und dort 1944 ermordet, Ida Wichelhausen starb ebenfalls 1944 in Theresienstadt. Ihre beiden Söhne konnten der Deportation durch Emigration entgehen. Die Witwe Kohlberg starb 1942 in Herstelle. Sie wurde heimlich auf dem jüdischen Friedhof bestattet und erhielt erst nach dem Krieg einen Grabstein.
Der Friedhof besteht mindestens seit 1750. Auf dem stufenförmig angelegten Areal in Hanglage sind noch 25 Grabstätten erhalten. Der Friedhof ist Eigentum des Landesverbandes der Jüdischen Gemeinden von Westfalen-Lippe.